# Phycitophila obscurita
Phycitophila obscurita är en fjärilsart som beskrevs av Boris Ivan Balinsky 1994. Phycitophila obscurita ingår i släktet Phycitophila och familjen mott. Inga underarter finns listade i Catalogue of Life.